# Automóviles eléctricos en los Países Bajos

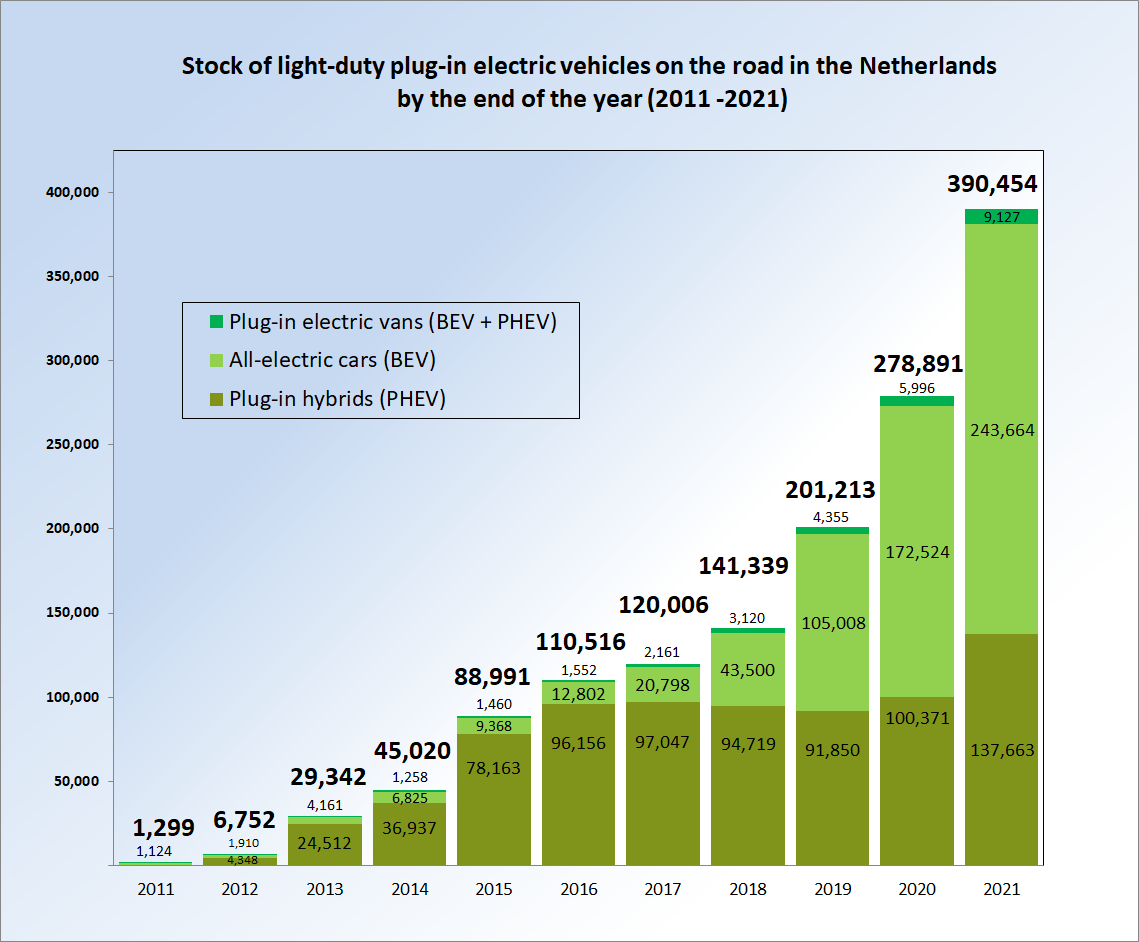
Flota registrada de vehículos eléctricos con capacidad de carretera en los Países Bajos entre 2010 y 2021.

El uso del automóvil eléctrico en los Países Bajos representa un mercado creciente dentro de este país miembro de la Unión Europea. Un total de 390.454 automóviles y furgonetas eléctricas estaban registraron en los Países Bajos al 31 de diciembre de 2021, que consiste de 137.663  automóviles eléctricos puros, 243 664 de autonomía extendida e híbridos enchufables y 9127 furgonetas utilitarias recargables. La flota de automóviles eléctricos recargables representó el 4,3 % de todos los automóviles de pasajeros en circulación en el país al final de 2021. En 2021, la cuota de mercado de los autos enchufables alcanzó un récord de 29,8% del total de ventas de autos nuevos.

## Industria
Los Países Bajos se encuentra entre los países con mayor penetración del mercado de vehículos eléctricos en el mundo. Los registros de los coches eléctricos representaban una cuota del 0,57 % del total de las matriculaciones de automóviles nuevos en el país durante 2011 y 2012. Durante 2013 las matriculaciones de coches eléctricos de pasajeros ascendió a 22.415 unidades, subiendo 338% a partir de 2012, la tasa más alta de crecimiento de cualquier país en el mundo en 2013. La cuota de mercado del segmento en 2013 aumentó casi diez veces desde 2012 hasta las ventas de automóviles nuevos de 5,34% en el país durante ese año, el segundo más alto del mundo en el año 2013 después de Noruega (5,6 %).
El rápido crecimiento del segmento durante el año 2013 permitió a los Países Bajos alcanzar una penetración en el mercado de vehículos eléctricos de alrededor de 1,71 vehículos por cada 1.000 personas, en segundo lugar después de Noruega con 4.04. Después de caer hasta el 3,9 % en 2014, con 43,769 vehículos de pasajeros registrados en el año 2015, la cuota de mercado del segmento subió a un récord de 9,7 % de las ventas de automóviles nuevos en el mercado holandés en 2015, el segundo más alto después de Noruega (22,4 %).. La cuota de mercado del segmento alcanzó 14.9% en 2019 y subió a 24.6% en 2020, con los coches eléctricos sobrepasando a los híbridos enchufables en ambos años.
En noviembre de 2013, un total de 2.736 Mitsubishi Outlander P-HEV se vendieron, lo que representa una cuota de mercado del 6,8 % de todos los vehículos nuevos vendidos. Una vez más, en diciembre de 2013, el Mitsubishi Outlander P-HEV se clasificó como la de mayores ventas de vehículos nuevos en el país con 4.976 unidades, lo que representa una cuota de mercado del 12,6 % de las ventas de automóviles nuevos, lo que contribuye a una cuota de mercado mundial récord de vehículos del 23,8 % de las ventas de automóviles nuevos. Holanda es el segundo país, después de Noruega, donde los coches eléctricos han superado el ranking mensual de las ventas de automóviles nuevos. El fuerte incremento de las ventas de automóviles enchufables durante los últimos meses de 2013 se debió a la final de la exención total de la cuota de inscripción para los coches de empresa, que tiene una validez de 5 años. Desde el 1 de enero de 2014, los vehículos totalmente eléctricos pagan una cuota de inscripción de 4% y los híbridos enchufables una cuota de 7%. Después de un cambio en el incentivo de la cuota para adquirir vehículos en 2014, las ventas disminuyeron. Un total de 15.646 de coches eléctricos enchufables fueron vendidos en 2014, frente a 22.542 en 2013, con ventas dirigidas por el Outlander P-HEV con 7.712 unidades registradas, lo que representa el 49,3 % de las ventas del segmento en 2014. El vehículo eléctrico de mayores ventas en 2014 fue el Tesla Model S con 1.533 unidades.

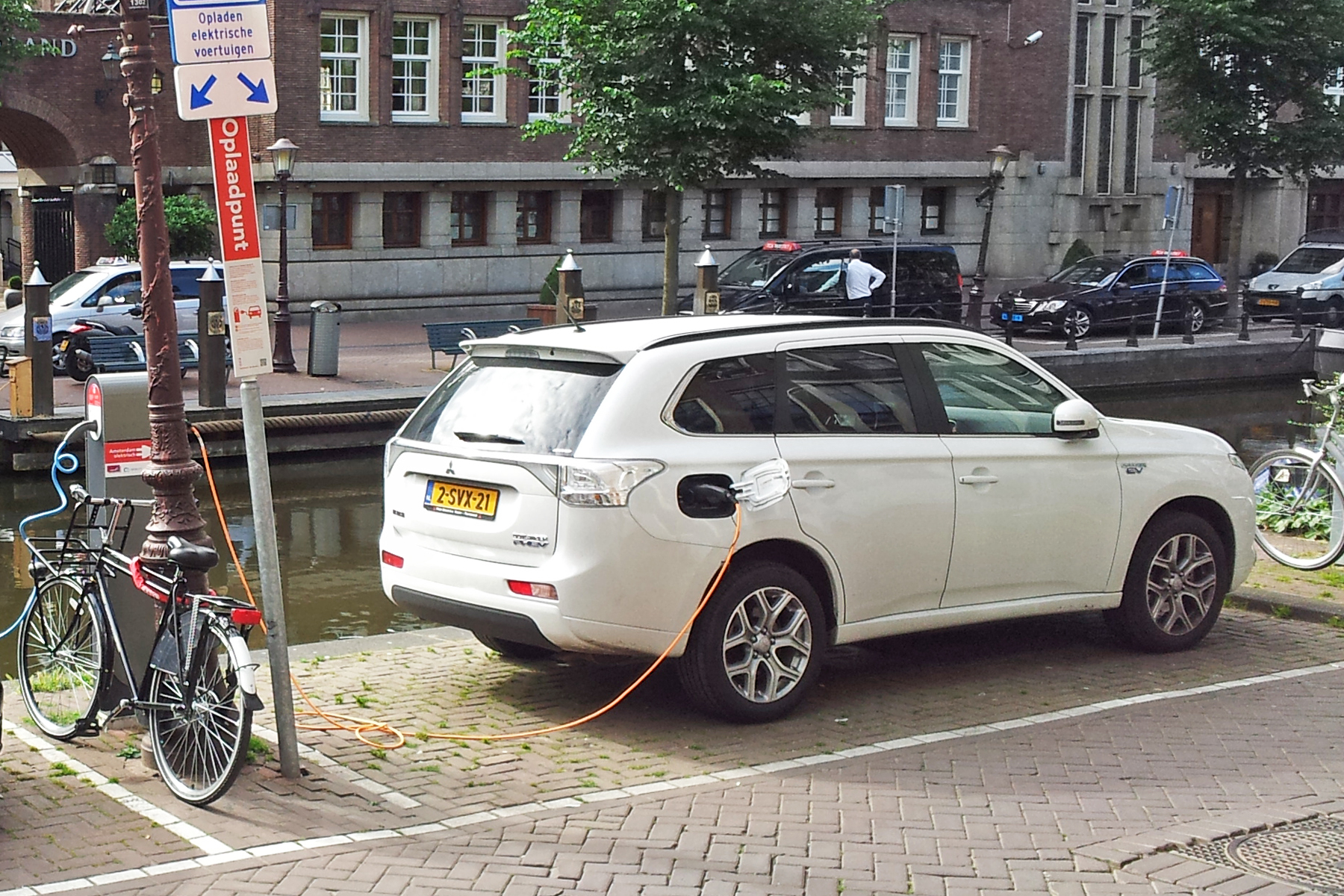
Para diciembre de 2015 el Mitsubishi Outlander P-HEV fue el vehículo con mayores ventas en los Países Bajos, con 24,506 unidades registradas.

Un total de 42.367 coches eléctricos fueron vendidos en 2015. Los cinco coches eléctricos más vendidos en 2015 fueron híbridos enchufables, liderado por el Mitsubishi Outlander P-HEV (8.757), seguido por el Volkswagen Campo de GTE (8.183) , Audi A3 e- tron (4354), Volvo V60 Híbrido (3851), y el Volkswagen Passat GTE (2.879). El coche totalmente eléctrico de mayores ventas fue el Tesla Model S (842). Las ventas de automóviles alcanzaron su mejor volumen mensual en diciembre de 2015, con cerca de 15.900 unidades vendidas y permitiendo que el segmento alcanzara una cuota de mercado récord de alrededor del 23%. El aumento en las ventas de automóviles enchufables se debió a la reducción de los gastos de inscripción de los híbridos enchufables. A partir del 1 de enero de 2016 vehículos totalmente eléctricos siguen pagando una cuota de inscripción del 4%, pero para un híbrido enchufable la cuota se eleva del 7% al 15% si sus emisiones de CO2 no superan los 50 g/km. La tarifa para un coche de combustión interna convencional es del 25% de su valor en libros.
Para diciembre de 2015, el Mitsubishi Outlander P-HEV continúa como el enchufable de mayor venta de todos los tiempos en el país con 24.506 coches registrados. El segundo en esa clasificación es el Volvo V60 con híbrido (14.470), seguido por el Volkswagen Golf GTE (8.806), el Opel Ampera (4.947 unidades), el Tesla Model S (4832), y el Audi A3 e-tron (4.657). Un total de 78,163 híbridos de 87.531 vehículos eléctricos se registraron en los Países Bajos el 31 de diciembre de 2014, lo que significa que los híbridos dominan el mercado holandés con una cuota del 89,3 % del tapón legal vial del país coche del segmento de eléctricos.

## Vehículos más vendidos
La siguiente tabla presenta registros por año para los 10 coches eléctricos más vendidos desde 2009 hasta diciembre de 2015.
| El registro de Top 10 de coches eléctricos por modelo en los Países Bajos entre 2009 y diciembre del año 2015 | El registro de Top 10 de coches eléctricos por modelo en los Países Bajos entre 2009 y diciembre del año 2015        | El registro de Top 10 de coches eléctricos por modelo en los Países Bajos entre 2009 y diciembre del año 2015        | El registro de Top 10 de coches eléctricos por modelo en los Países Bajos entre 2009 y diciembre del año 2015 | El registro de Top 10 de coches eléctricos por modelo en los Países Bajos entre 2009 y diciembre del año 2015 | El registro de Top 10 de coches eléctricos por modelo en los Países Bajos entre 2009 y diciembre del año 2015 | El registro de Top 10 de coches eléctricos por modelo en los Países Bajos entre 2009 y diciembre del año 2015 | El registro de Top 10 de coches eléctricos por modelo en los Países Bajos entre 2009 y diciembre del año 2015 | El registro de Top 10 de coches eléctricos por modelo en los Países Bajos entre 2009 y diciembre del año 2015 | El registro de Top 10 de coches eléctricos por modelo en los Países Bajos entre 2009 y diciembre del año 2015 |
| Modelo | Total de Registros 2009-2015(1)                                                                                      | Participacióndel mercado 2009-2015(1)                                                                                | 2015 | 2014 | 2013 | 2012 | 2011 | 2010 | 2009 |
| --- | --- | --- | --- | --- | --- | --- | --- | --- | --- |
| Mitsubishi Outlander P-HEV | 24,508 | 27.5% | 8,757 | 7,712 | 8,039 | | | | |
| Volvo V60 Plug-in Hybrid | 13,144 | 14.8% | 3,851 | 3,126 | 6,144 | 23 | | | |
| Volkswagen Golf GTE | 8,584 | 9.6 % | 8,183 | 401 | | | | | |
| Opel Ampera | 5,031 | 5.7% | 80 | 41 | 2,207 | 2,695 | 8 | | |
| Tesla Model S | 4,569 | 5.1% | 1,842 | 1,533 | 1,194 | | | | |
| Audi A3 e-tron | 4,434 | 5.0% | 4,354 | 80 | | | | | |
| Toyota Prius PHV | 4,052 | 4.6% | 81 | 87 | 2,699 | 1,184 | 1 | | |
| Volkswagen Passat GTE | 2,879 | 3.2% | 2,879 | | | | | | |
| Nissan Leaf | 2,658 | 3.0% | 571 | 1,022 | 497 | 269 | 299 | | |
| BMW i3 | 1,369 | 1.5% | 574 | 544 | 251 | | | | |
| Registros totales anuales de autos de pasajeros enchufables(2) | Registros totales anuales de autos de pasajeros enchufables(2)                                                       | Registros totales anuales de autos de pasajeros enchufables(2)                                                       | 42,367 | 15,646 | 22,542 | 5,116 | 819 | 81 | 28 |
| | | | | | | | | | |
| Total de vehículos eléctricos registrados al final del año (vehículos de pasajeros y camionetas de servicio público) | Total de vehículos eléctricos registrados al final del año (vehículos de pasajeros y camionetas de servicio público) | Total de vehículos eléctricos registrados al final del año (vehículos de pasajeros y camionetas de servicio público) | 88,991 | 45,020 | 29,342 | 6,258 | 1,141 | 395 | 68 |
| Notas : (1) La cuota de mercado como porcentaje del 88,991 de coches eléctricos registrados en los Países Bajos a finales de diciembre de 2015, que consta de todos los coches eléctricos, híbridos y furgones totalmente eléctricas. (2) camionetas totalmente eléctricas no incluidas. | | | | | | | | | |

## Incentivos del gobierno

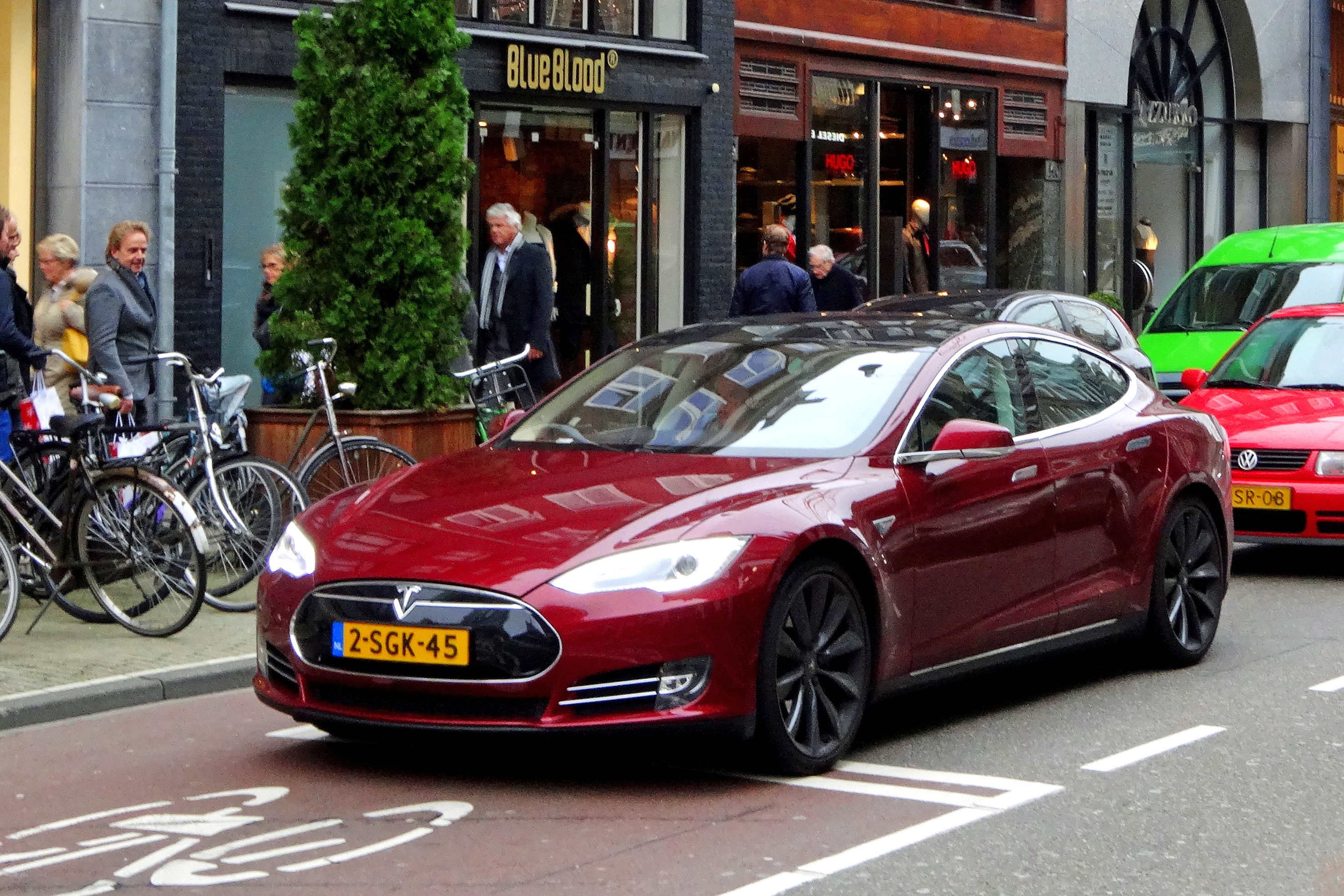
El Tesla Model S, fue lanzado en el mercado holandés en septiembre de 2013, es el país con mayores ventas de vehículos eléctricos.

Teniendo en cuenta el potencial de vehículos eléctricos en el país, el gobierno holandés estableció una meta de 15.000 vehículos eléctricos en las carreteras para 2015 y 200.000 vehículos esperados para 2020 y 1 millón de vehículos en 2025. En lugar de los subsidios directos de compra de vehículos eléctricos en los Países Bajos, el gobierno estableció la exención total de los cargos por registro y por carretera, lo que se tradujo en un ahorro de aproximadamente € 5.324 para los propietarios de vehículos privados en cuatro años y €19,000 para los propietarios corporativos para los próximos 5 años. Otros vehículos, incluidos los vehículos eléctricos híbridos también están exentos de estos impuestos que emitan menos de 95 g/km para los vehículos con motor diésel, o menos de 110 g/km para los vehículos con motor de gasolina. La exención del impuesto de matriculación terminó, y desde el 1 de enero de 2014, los vehículos totalmente eléctricos pagan una cuota de inscripción de 4% y los híbridos una cuota de 7%. Los compradores también tienen acceso a las plazas de aparcamiento en Ámsterdam reservados para los vehículos eléctricos de batería, lo que evita la espera actual para un permiso para la plaza de aparcamiento en Ámsterdam, que puede alcanzar hasta 10 años en algunas partes de la ciudad. Existe estaciones de carga públicas y grátis. Otros factores que contribuyen a la rápida adopción de los vehículos eléctricos son el pequeño tamaño relativo del país, (los Países Bajos se extiende aproximadamente, de este a oeste); una larga tradición de activismo ambiental; los altos precios de la gasolina (US $ 8,50 por galón a partir de enero de 2013), que hacen que el costo de funcionamiento de un coche con electricidad cinco veces más barato; y también algunos programas de arrendamiento proporcionan vehículos gratuitos o con descuento a gasolina para aquellos que quieren tomar unas vacaciones conduciendo largas distancias. Con todos estos incentivos y ventajas fiscales, los coches eléctricos tienen costos de conducción similares a los coches convencionales. Inicialmente, las ventas de coche eléctrico fueron menores de lo esperado y en 2012 el segmento capturado una cuota de mercado de menos del 1% de las ventas de automóviles nuevos en el país. Como resultado del fin de la exención total de la cuota de inscripción, las ventas del segmento se alzó a finales de 2013, Las ventas de automóviles eléctricos alcanzaron una cuota de mercado del 5,34 % de las ventas de automóviles nuevos en 2013.